# ベル 206
ベル 206
ベル 206A ジェットレンジャー
- 用途：多目的汎用ヘリコプター
- 製造者：ベル・ヘリコプター
- 運用者：採用国
- 生産数：7,300機以上
- 生産開始：1967年

ベル 206（Bell 206）は、メインローターとテイルローターのブレードが2枚のガスタービン・ヘリコプター。

## 開発
1961年、アメリカ陸軍はLOH（Light Observation Helicopter）の提案（RFP）を提出し、ベルはほかの12メーカーとともに競争に参加した。陸軍は最終的にベル、フェアチャイルド・ヒラー、ヒューズ・エアクラフトの3社に絞り、試験と評価のため、各社5機の試作機製作を命じた。そして、ベル社のモデル 206は陸軍によってYHO-4Aの名称を与えられた。
1962年に陸軍は長期間の試験および評価を終え、出力不足などの理由でYHO-4Aは採用されなかった。その後、ベル社はモデル 206をマーケットに出そうとしたが、売れ行きは芳しくなかった。調査の結果、顧客の大部分はボディの形状に不満があることを示したため、より流線型で美的な機体へと設計し直した。前席2つと後席3つの5シートで、これをモデル 206A ジェットレンジャーとして再び販売したところ、商業的な成功を収めた。

## 業績
モデル 206Aは1967年に民間市場へと参入した。その後もモデル 206の改良は続けられ、より出力の高いエンジンに換装したモデル 206B ジェットレンジャー II（Model 206B JetRanger II）が1971年に登場した。また、1974年には座席を7席に増やすため機体を延長したモデル 206L ロングレンジャー（Model 206L LongRanger）が初飛行を行った。それとは別にモデル 206Bの後継にテイルローターを改良したモデル 206B-3 ジェットレンジャー III（Model 206B-3 JetRanger III）が1977年に登場している。しかしながら、いずれも基本的な機体のラインはモデル 206Aから変化させていない。
ヒューズのOH-6 カイユースを採用したアメリカ陸軍であったが、ヒューズ社に陸軍の調達規模に見合う生産能力が無い事などから調達を中断して再び競争を行った。その結果、1968年にモデル 206AをOH-58 カイオワとして採用したため、モデル 206は当初の目的をも達成することができた。ベトナム戦争で、OH-58は観測ヘリコプターとしてだけでなく、輸送ヘリコプターとしても運用された。また、アメリカ陸軍はモデル 206B-3をヘリコプター訓練生向けのTH-67 クリーク（TH-67 Creek）として発注し、アメリカ海軍とアメリカ海兵隊もTH-57 シーレンジャー（TH-57 Sea Ranger）としてモデル 206B-3を採用した。このほかに、スリランカ内戦では、スリランカ空軍のモデル 206が現地でガンポッドおよびロケットランチャーを装備し、武装ヘリコプターとして運用された。
モデル 206Aは先進的なデザインが人気を呼び、建設や採掘の現場へ向かうビジネスマンの移動手段としても使用された。現在でもニュースと交通速報に使うため、メディアが使用している。その人気はアメリカに留まらず、イタリアのアグスタ社でもライセンス生産され、世界中で幅広く運用されている。観音開きのダブルドアを持つモデル 206Lは貨物の搬入が容易になり、エンジンの出力向上と併せて大型貨物の輸送ができる。それは、担架ごと機内に収容できることを意味し、空の救急車の発祥となった。飛行計画では、ICAOから与えられたB06の認識記号を使用する。日本でも警視庁や都道府県警察航空隊、海上保安庁（2019年全機解役）が採用したほか、農薬散布や物資輸送、送電線パトロールなどで幅広く使用されている。

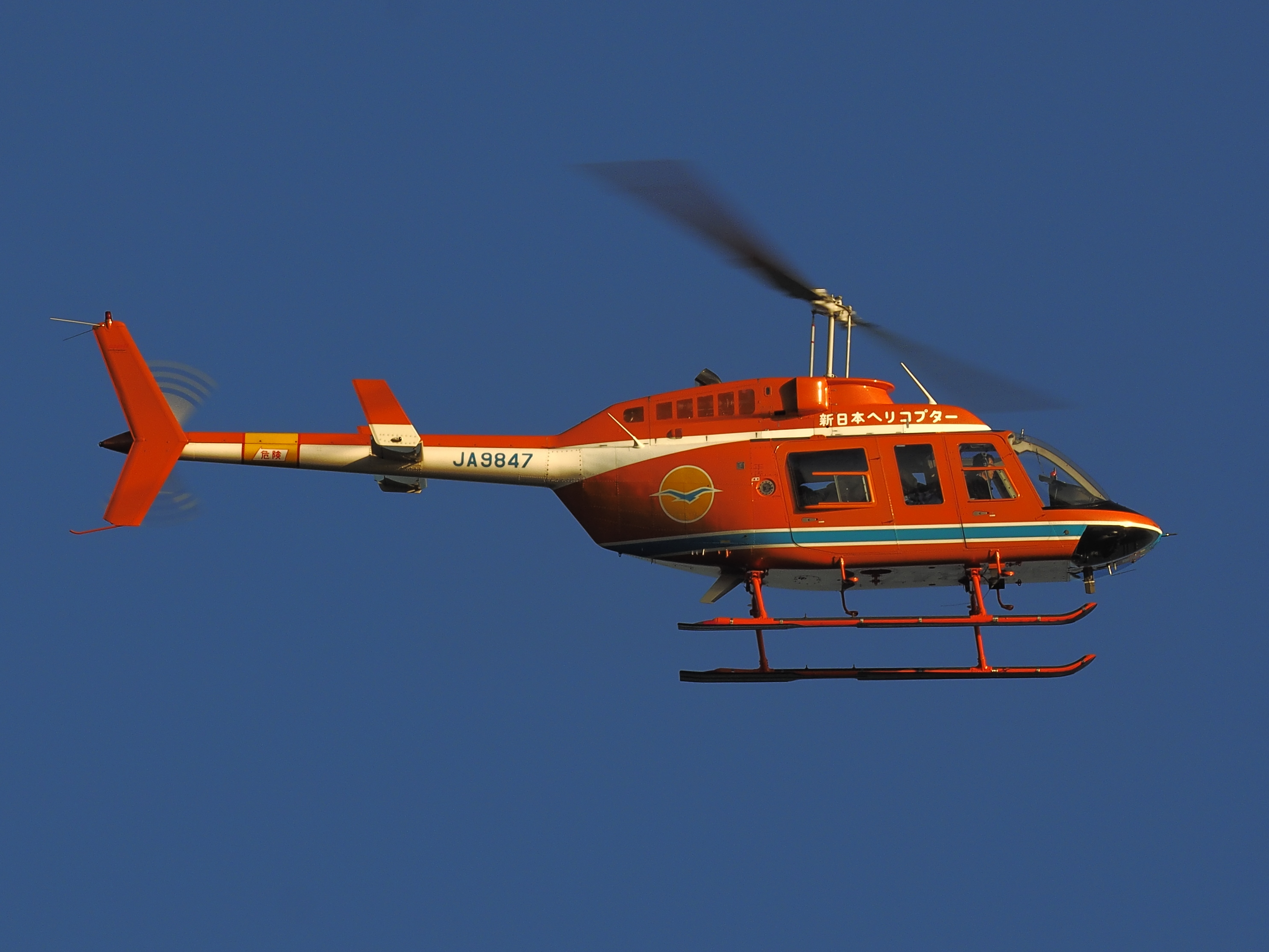
主に送電線巡視に使われている新日本ヘリコプターのベル 206L-3

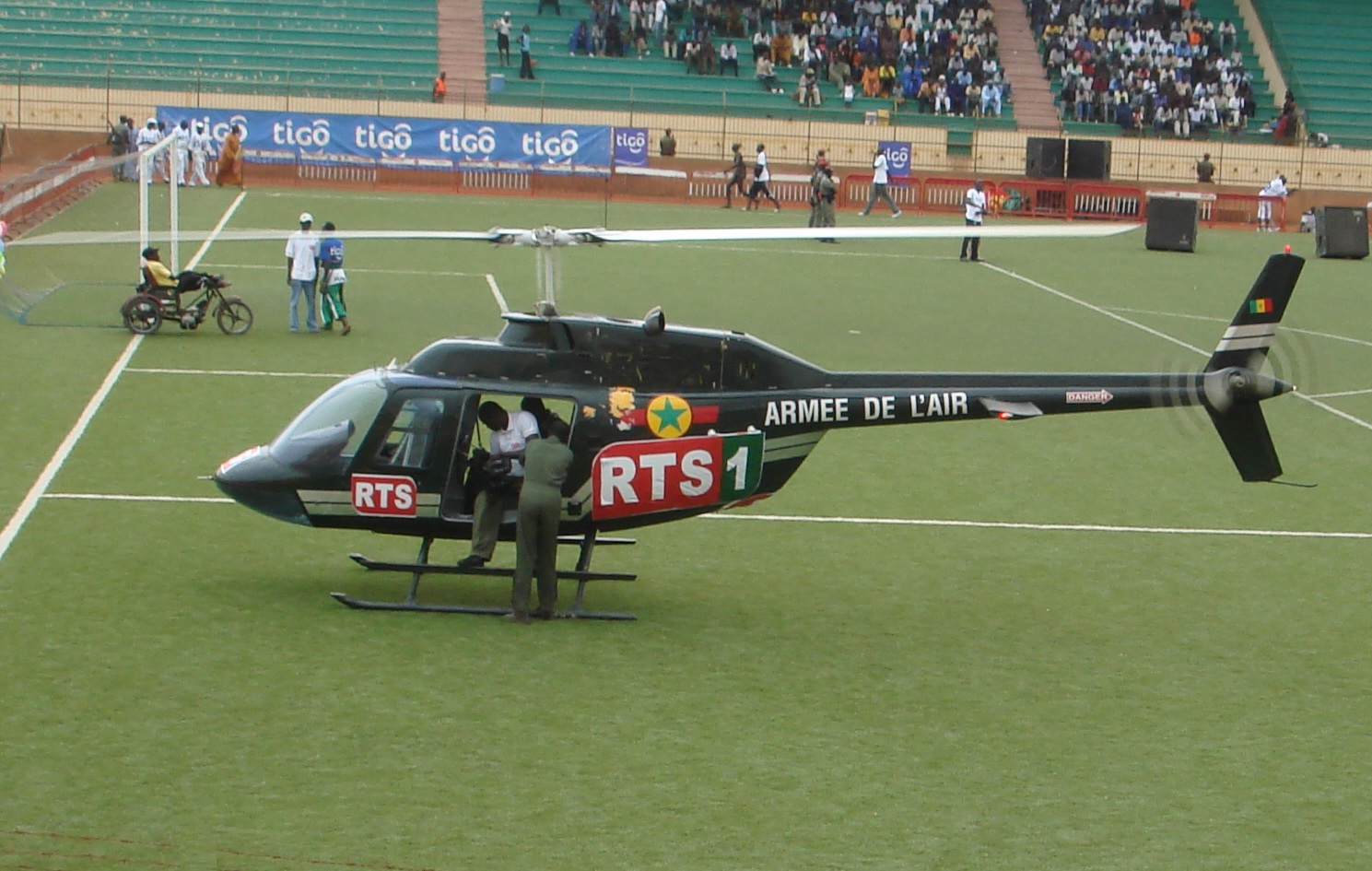
セネガル空軍のベル 206

イタリアでは、ベル社のヘリコプターをライセンス生産していたアグスタ社がAB206として製造し、本家のベル 206同様に各国に輸出されている。
スロベニア独立戦争やクロアチア独立戦争では、旧ユーゴスラビア連邦の地方警察部隊に採用されていたAB206が航空戦力（航空輸送能力）に乏しい独立勢力側に接収され、連絡・輸送（武器の密輸入を含む）・観測など多方面に活用された。
なお、使用国の1つであるイランにおいては、同機をリバース・エンジニアリングして国産化したPanha Shabaviz 2061が存在している。また、これをベースとして、装甲と固定機銃を装備した単座の観測・軽攻撃ヘリコプターHESA Shahed 278も開発されている。

## 派生型
民間
ベル 206
ベル 206A ジェットレンジャー
アグスタ・ベル 206A ジェットレンジャー
ベル 206A-1
アグスタ・ベル 206A-1
ベル 206B ジェットレンジャー II
アグスタ・ベル 206B ジェットレンジャー II
ベル 206B-2
ベル 206B-3 ジェットレンジャー III
ベル 206L ロングレンジャー
アグスタ・ベル 206L ロングレンジャー
ベル 206L-1 ロングレンジャー II
アグスタ・ベル 206B-1
ベル 206L-1+ ロングレンジャー
ベル 206L-3 ロングレンジャー III
アグスタ・ベル 206B-3
ベル 206L-3+ ロングレンジャー
ベル 206L-4 ロングレンジャー IV
ベル 206LT ツインレンジャー
ベル 407
ベル 417
軍用
OH-58 カイオワ
206L テキサスレンジャー
TH-57A シーレンジャー
TH-57B
TH-57C
TH-57D
TH-67 クリーク
アメリカ陸軍の訓練ヘリコプターとして1993年に就役。最盛期には181機が運用され、退役までに2万5千人以上の訓練生が使用してきた。UH-72Aラコタに代替され、2021年2月17日に退役。

## 運用者
- アルバニア

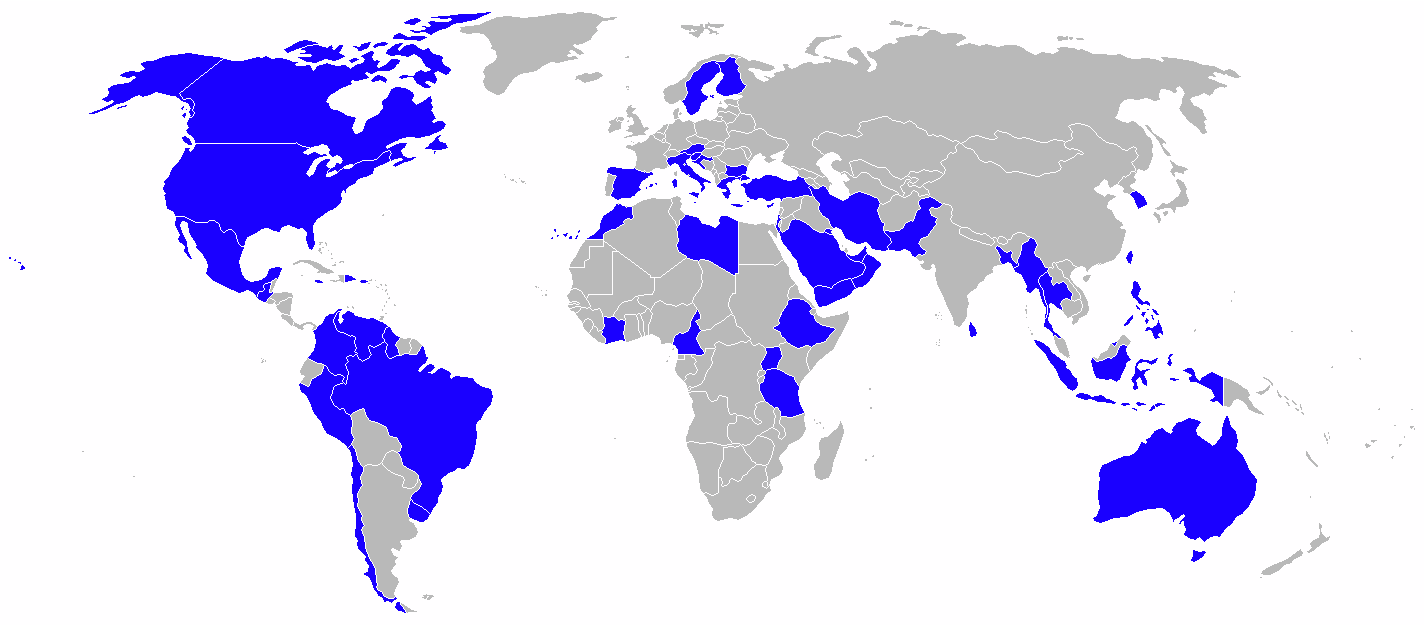
ベル 206の軍用採用国

  - アルバニア空軍 - 2023年時点で、2機のベル206C（AB206C）を保有[3]。
- オーストラリア
- オーストリア
- バングラデシュ
- ブラジル
- ブルガリア
  - ブルガリア空軍 - 2024年時点で、6機のベル206を保有[4]。
- ブルネイ
- カメルーン
- カナダ
- チリ
- コロンビア
- コートジボワール
- クロアチア
- キプロス
- ドミニカ共和国
  - ドミニカ共和国陸軍 - 2024年時点で、2機のTH-67を保有[5]。
- エクアドル
  - エクアドル海軍 - 2024年時点で、3機のベル206A、3機のベル206Bを保有[6]。
- エチオピア
- フィンランド
- ギリシャ
- グアテマラ
- ガイアナ
- インドネシア
- イラン
- イスラエル
- イタリア
- ジャマイカ
  - ジャマイカ国防軍 - 2024年時点で、1機のベル206B3を保有[7]。
- クウェート
- リビア
- マルタ
- メキシコ
- モロッコ
  - モロッコ空軍 - 2024年時点で、5機以上のベル206（AB206）を保有[8]。
- ミャンマー
- 北マケドニア
  - 北マケドニア航空団 - 2024年時点で、4機のベル206Bを保有[9]。
- オマーン
  - オマーン空軍 - 2023年時点で、3機のベル206（AB206）を保有[10]。
- パキスタン
- ペルー
- フィリピン
- 中華民国（台湾）
- サウジアラビア
- セルビア
- スロベニア
- 韓国
- スペイン
- スリランカ
- 南アフリカ共和国
- スウェーデン
- タンザニア
- タイ
- トルコ
- ウガンダ
- アラブ首長国連邦
- イギリス
- アメリカ合衆国
- ベネズエラ
- イエメン

## 仕様（ベル 206L-4）

ベル 206A

出典: ベル・ヘリコプター (2012年1月). “Bell 206L4 Product Specifications” (PDF) (英語). 2013年8月23日閲覧。
諸元
- 乗員: 1名
- 定員: 4名
- ペイロード: 926kg（機内搭載）, 907kg（機外懸吊）
- 全長: 12.9m （42.4ft）
- 全高: 3.32m （10.9ft）
- ローター直径: 11.28m （37ft）
- 空虚重量: 1,092kg
- 最大離陸重量: 2,018kg（機内搭載）, 2,064kg（機外懸吊）
- 動力: アリソン 250-C30P ターボシャフト、最大連続：470 kW (630 hp)    × 1

性能
- 巡航速度: 226km/h/122kn=M0.18（高度1,524m, ISA+20℃, 離陸重量1,633kg）
- 航続距離: 708km/382nmi（高度1,524m, ISA+20℃, 離陸重量1,633kg）
- 実用上昇限度: 6,096+m （20,000+ft）

## 登場作品

### 映画
『ゴジラ2000 ミレニアム』
CCI所属機としてベル 206Bが登場。局長の片桐光男が搭乗し、東海村への現地入りと、北浦から飛び立った巨大UFO追尾に使用される。
『コマンドー』
アメリカ陸軍所属機としてベル 206B-3 ジェットレンジャーIIIが登場。カービー将軍が、主人公のジョン・メイトリックスが住む山小屋と、アリアス一味のアジトがある小島へ駆け付ける際に使用する。
『ゾンビ』
TV局の報道ヘリコプターとしてベル206B ジェットレンジャーIIが登場。主人公一行が混乱する都市から脱出し郊外のショッピングモールに降り立つまで使用する。パイロットのロジャーは「フライボーイ（ヘリ坊や）」と綽名されている。
『ターミネーター2』
ロサンゼルス市警所属機としてベル 206B ジェットレンジャーIIが登場。主人公たちが襲撃したサイバーダイン社に通報を受けて駆けつけ、上空から現場を監視していたが、これにT-1000が飛び乗ってパイロットを降ろし奪取すると、自らが操縦して主人公たちの追撃に使用する。
『ランボー』
主人公のジョン・ランボーを追跡する保安官のヘリコプターとして、ベル 206B ジェットレンジャーIIが登場。保安官の、1人であるガルトが、副操縦士席から身を乗り出して狙撃を行う。
『リーサル・ウェポン2/炎の約束』
駐ロサンゼルス南アフリカ外交官が、カーチェイスの末に逮捕されそうになった外交官のハンスをベル 206L ロングレンジャーで救出する。
『野性の証明』
映画版にて陸上自衛隊所属機として登場。特殊工作隊隊長の皆川二等陸佐が、搭載したM60機関銃で主人公の味沢岳史を攻撃する。なお現実の陸上自衛隊ではベル 206は採用されていない。
『遊星からの物体X』
ノルウェーとアメリカの南極観測隊所属機として登場。スキッドが両方ともフロートに変更されている。前日談である『遊星からの物体X ファーストコンタクト』にも、ノルウェー観測隊の機体が登場している。

### 小説
『パニックY2K』
ロサンゼルス市警の所属機が登場するも、2000年問題の影響でエンジンを始動させることさえできず、飛行シーンはない。